# Gan Szelomo
Gan Szelomo (hebr. גן שלמה) – kibuc położony w samorządzie regionu Brenner, w Dystrykcie Centralnym, w Izraelu.
Członek Ruchu Kibuców (Ha-Tenu’a ha-Kibbucit).

## Historia
Kibuc został założony w 1927 przez imigrantów z Galicji.

## Gospodarka
Gospodarka kibucu opiera się na rolnictwie.